# Broad-Sound-Islands-Nationalpark
Der Broad-Sound-Islands-Nationalpark (engl.: Broad Sound Islands National Park) ist ein Nationalpark im Osten des australischen Bundesstaates Queensland. Er ist Teil des UNESCO-Weltnaturerbes Great Barrier Reef.
Der Park vor der Küste besteht aus 48 kleinen Inseln, die sehr entlegen und schwer zu erreichen sind. Dadurch sind sie von den Einflüssen der Zivilisation nahezu unberührt.
In der näheren Umgebung liegen die Nationalparks Keppel Bay Islands, Northumberland Islands und Percy Isles; auf dem Festland West Hill und Cape Palmerston.

## Lage
Er liegt 709 km nordwestlich von Brisbane und 137 km südöstlich von Mackay.

## Fauna
Auf den Inseln liegen zwei der größten Brutgebiete für die bedrohte Wallriffschildkröte (Natator depressus).